# Guzmán Rodríguez
Guzmán Rodríguez Ferrari (Montevideo, 8 febbraio 2000) è un calciatore uruguaiano, difensore del RB Bragantino.

## Caratteristiche tecniche
È un difensore centrale.

## Carriera
Cresciuto nel settore giovanile del River Plate (M), ha esordito in prima squadra il 16 novembre 2019 disputando l'incontro di Primera División Profesional vinto 1-0 contro il Defensor Sporting. In vista della stagione 2020 è stato definitivamente promosso in prima squadra.

## Statistiche

### Presenze e reti nei club
Statistiche aggiornate al 12 giugno 2025.
| Stagione               | Squadra                | Campionato             | Campionato | Campionato | Coppe nazionali | Coppe nazionali | Coppe nazionali | Coppe continentali | Coppe continentali | Coppe continentali | Altre coppe | Altre coppe | Altre coppe | Totale | Totale | Totale |
| Stagione               | Squadra                | Comp                   | Pres       | Reti       | Comp            | Pres            | Reti            | Comp               | Pres               | Reti               | Comp        | Pres        | Reti        | Pres   | Reti   |        |
| ---------------------- | ---------------------- | ---------------------- | ---------- | ---------- | --------------- | --------------- | --------------- | ------------------ | ------------------ | ------------------ | ----------- | ----------- | ----------- | ------ | ------ | ------ |
| 2019                   | River Plate (M)        | PD                     | 1          | 0          | -               | -               | -               | -                  | -                  | -                  | -           | -           | -           | 1      | 0      |        |
| 2020                   | River Plate (M)        | PD                     | 26         | 0          | -               | -               | -               | CS                 | 4                  | 0                  | -           | -           | -           | 30     | 0      |        |
| 2021                   | River Plate (M)        | PD                     | 8          | 0          | -               | -               | -               | -                  | -                  | -                  | -           | -           | -           | 8      | 0      |        |
| Totale River Plate (M) | Totale River Plate (M) | Totale River Plate (M) | 35         | 0          |                 | -               | -               |                    | 4                  | 0                  |             | -           | -           | 39     | 0      |        |
| 2021                   | Boston River           | PD                     | 14         | 0          | -               | -               | -               | -                  | -                  | -                  | -           | -           | -           | 14     | 0      |        |
| 2022                   | Boston River           | PD                     | 33         | 1          | CU              | 1               | 0               | -                  | -                  | -                  | -           | -           | -           | 34     | 1      |        |
| 2023                   | Boston River           | PD                     | 34         | 1          | CU              | 1               | 0               | CL                 | 3                  | 0                  | -           | -           | -           | 38     | 1      |        |
| Totale Boston River    | Totale Boston River    | Totale Boston River    | 81         | 2          |                 | 2               | 0               |                    | 3                  | 0                  |             | -           | -           | 86     | 2      |        |
| 2024                   | Peñarol                | PD                     | 31         | 1          | CU              | 2               | 0               | CL                 | 12                 | 1                  | -           | -           | -           | 45     | 2      |        |
| 2025                   | RB Bragantino          | A1/SP+A                | 7+11       | 0          | CB              | 3               | 0               | -                  | -                  | -                  | -           | -           | -           | 21     | 0      |        |
| Totale carriera        | Totale carriera        | Totale carriera        | 165        | 3          |                 | 7               | 0               |                    | 19                 | 1                  |             | -           | -           | 191    | 4      |        |

## Palmarès

### Club

#### Competizioni nazionali
- Campionato uruguaiano: 1

Peñarol: 2024